# 家宝 (アルバム)
『家宝』（かほう）は、おニャン子クラブのベスト・アルバム。1987年3月5日発売。発売元はキャニオン・レコード。規格品番はD50P6066。

## 解説
1980年代後半に活動したアイドル・グループ“おニャン子クラブ”と、同グループから派生した音楽ユニットやソロの楽曲を収録したベスト・アルバム。名義はおニャン子クラブであるが、オムニバス的なアルバムであり、発売元のキャニオン・レコード（当時）以外のレコード会社からリリースされた楽曲も収録されている（「#関連項目」参照）。
発売年である1987年前後は、音楽の提供媒体がアナログ・レコード（LP/EP）からコンパクト・ディスク（CD）に移行する変換期にあたる。1枚のアルバムが、カセットテープ（CT）を加えた都合3形態（LP/EP・CD・CT）で発売されることもあった。しかし、本作品はCD独自企画としてリリースされたベスト・アルバムである。ミュージックカセットテープや8トラックではポニーのみのリリース作品は数多く存在するがCDでの発売でポニー専売という形のアルバムは同グループとしては初でもありこの企画自体も2、3形態で発売するのが当たり前の当時としては非常に珍しかった。前年12月にはカセットテープ独自の企画ベスト・アルバムとして『NON-STOP おニャン子』も発売された（1993年にCD化済）。
本ベスト盤発売時点までの、おニャン子クラブ名義のシングルA面曲が全て収録されている（「セーラー服を脱がさないで」から「NO MORE 恋愛ごっこ」まで、計7タイトル）。うち、1987年1月に発売され、同年2月リリースのスタジオ・アルバム『SIDE LINE』（1987/2/21）に未収録だった「NO MORE 恋愛ごっこ」がアルバム初収録となった。他のベストアルバムにも本アルバムの収録曲は入っているということもあり廉価・復刻盤CDの制作は行われていない。
CDジャケットには、発売された同グループ関連の様々なアナログレコード・ジャケットが写されている（本作品に収録されていないレコードのジャケット写真も含まれている）。他には楽曲収録のエピソードなども書かれている。特典として、おニャン子クラブ発表曲リストと告知ポスター・グラフィティがパッケージ内に封入された。

## 収録曲

### Disc.1
1. NO MORE 恋愛ごっこ
  - 作詞: 秋元康、作曲・編曲: 後藤次利
  - 歌: おニャン子クラブ（1987/1/21）
2. 恋はくえすちょん
  - 作詞: 秋元康、作曲・編曲: 見岳章
  - 歌: おニャン子クラブ（1986/11/1）
3. 深呼吸して
  - 作詞: 秋元康、作曲: 山本はるきち、編曲: 新川博
  - 歌: 渡辺満里奈 with おニャン子クラブ（1986/10/8）
4. メロディ
  - 作詞: 沢ちひろ、作曲: 明日香、編曲: 清水信之
  - 歌: 高井麻巳子（1986/9/21）
5. シンデレラたちへの伝言
  - 作詞: 売野雅勇、作曲: 八田雅弘、編曲: Light house project
  - 歌: 高井麻巳子（1986/6/25）
6. バレンタイン・キッス
  - 作詞: 秋元康、作曲: 瀬井広明、編曲: 佐藤準
  - 歌: 国生さゆり with おニャン子クラブ（1986/2/1）
7. 夏を待てない
  - 作詞: 秋元康、作曲・編曲: 後藤次利
  - 歌: 国生さゆり（1986/5/10）
8. 恋のカレッジ・リング
  - 作詞: 秋元康、作曲・編曲: 後藤次利
  - 歌: 河合その子 with おニャン子クラブ（1985/12/5）
  - アルバム『その子』収録曲
9. 青いスタスィオン
  - 作詞: 秋元康、作曲・編曲: 後藤次利
  - 歌: 河合その子（1986/3/21）
10. 恋のロープをほどかないで
  - 作詞: 秋元康、作曲・編曲: 後藤次利
  - 歌: 新田恵利（1986/4/10）
11. 内緒で浪漫映画
  - 作詞: 夏目純、作曲: 尾崎亜美、編曲: 新川博
  - 歌: 新田恵利（1986/11/14）
12. 冬のオペラグラス
  - 作詞: 秋元康、作曲・編曲: 佐藤準
  - 歌: 新田恵利（1986/1/1）
13. じゃあね
  - 作詞: 秋元康、作曲: 高橋研、編曲: 佐藤準
  - 歌: おニャン子クラブ（1986/2/21）
14. 夏休みは終わらない
  - 作詞: 秋元康、作曲: 高橋研、編曲: 佐藤準
  - 歌: おニャン子クラブ（1986/7/10）
  - アルバム『PANIC THE WORLD』収録曲
15. 真赤な自転車
  - 作詞: 秋元康、作曲: 高橋研、編曲: 佐藤準
  - 歌: おニャン子クラブ（1985/9/21）
  - アルバム『KICK OFF』収録曲

### Disc.2
1. セーラー服を脱がさないで
  - 作詞: 秋元康、作曲・編曲: 佐藤準
  - 歌: おニャン子クラブ（1985/7/5）
2. およしになってねTEACHER
  - 作詞: 秋元康、作曲・編曲: 佐藤準
  - 歌: おニャン子クラブ（1985/10/21）
3. うしろゆびさされ組
  - 作詞: 秋元康、作曲・編曲: 後藤次利
  - 歌: うしろゆびさされ組（1985/10/5）
4. 渚の『・・・・・』
  - 作詞: 秋元康、作曲・編曲: 後藤次利
  - 歌: うしろゆびさされ組（1986/8/27）
5. 季節はずれの恋
  - 作詞: 秋元康、作曲: 山梨鐐平、編曲: 瀬尾一三
  - 歌: 吉沢秋絵（1986/3/1）
6. 蒼いメモリーズ
  - 作詞: 売野雅勇、作曲・編曲: 芹澤廣明
  - 歌: 内海和子（1986/11/7）
7. シーサイド・セッション
  - 作詞: 秋元康、作曲: 西崎憲、編曲: 山川恵津子
  - 歌: おニャン子クラブ（内海和子）（1986/3/10）
  - アルバム『夢カタログ』収録曲
8. 自分でゆーのもなんですけれど
  - 作詞: 秋元康、作曲: 岡原勇里、編曲: 中村哲
  - 歌: ニャンギラス（1986/6/21）
9. 風のInvitation
  - 作詞: 秋元康、作曲: 高橋研、編曲: 佐藤準
  - 歌: 福永恵規（1986/5/21）
10. ハートのIgnition
  - 作詞: 秋元康、作曲: 伊藤銀次、編曲: 大村雅朗
  - 歌: 福永恵規（1986/10/1）
11. おニャン子クラブのあぶな〜い捕物帳
  - 作詞: 秋元康、作曲: 見岳章・夢旅人、編曲: 見岳章
  - 歌: 城之内早苗 with おニャン子クラブ（1986/6/11）
12. あじさい橋
  - 作詞: 秋元康、作曲・編曲: 見岳章
  - 歌: 城之内早苗（1986/6/11）
13. 瞳に約束
  - 作詞: 秋元康、作曲・編曲: 後藤次利
  - 歌: 渡辺美奈代（1986/7/16）
14. おっとCHIKAN!
  - 作詞: 秋元康、作曲: 長沢ヒロ、編曲: 山川恵津子
  - 歌: おニャン子クラブ（1986/4/21）
15. お先に失礼
  - 作詞: 秋元康、作曲・編曲: 後藤次利
  - 歌: おニャン子クラブ（1986/7/21）

## 関連作品
- おニャン子クラブA面コレクション

Disc.1 M-1～7・9〜13、Disc.2 M-1〜6・8〜10・12〜15
- おニャン子クラブ大全集

Disc.1 M-1～3・6・8・13〜15、Disc.2 M-1〜3・7・11・14・15
- 30-35 VOL.3 「おニャン子クラブ」特集

Disc.1 M-3・6・7・9・10・12・15、Disc.2 M-1・4・5・9・12・13
- おニャン子クラブ大全集 for HiQualityCD 上・下巻 限定CD-BOX（HQCD）

Disc.1 M-1〜3・6・8・13〜15、Disc.2 M-1〜3・7・11・14・15